# SCons
SCons est un moteur de production libre. SCons est un remplaçant de l'utilitaire classique make avec des fonctionnalités intégrées similaires à autoconf/automake et des caches pour compilateur tels que ccache. En comparaison avec les outils plus anciens, SCons vise à être plus facile à utiliser, plus sûr et plus rapide.

## Fonctionnalités
- Les fichiers de configuration sont des scripts Python, ce qui signifie que des constructions écrites par l'utilisateur ont accès à un langage de programmation complet généraliste.
- Analyse automatique des dépendances pour le C, le C++ et le Fortran. Aucune commande supplémentaire n'est nécessaire pour obtenir toutes les dépendances. L'analyse de dépendances est facilement extensible grâce à des inspecteurs de dépendances définis par l'utilisateur pour d'autres langages ou d'autres types de fichiers. Contrairement à autotools, l'analyseur de dépendances intégré à gcc n'est pas utilisé. À la place, une recherche de "#include" est faite sur tous les fichiers source C/C++ avec une expression rationnelle. Pour une construction basée sur gcc, cela signifie qu'une génération de dépendances peut être plus lente (c'est-à-dire qu'un parcours supplémentaire est toujours requis) et moins sûre (dans le sens que des choses telles que les drapeaux du préprocesseur, comme -DSOMETHING, sont ignorées), mais elle est plus portable étant donné que le même parcours peut être employé pour des compilateurs autres que gcc.
- Support incorporé du C, C++, D, Java, Fortran, Yacc, Lex, Qt et SWIG, et de la construction de documents TeX et LaTeX. D'autres langages ou types de fichiers peuvent être supportés grâce à des constructeurs définis par l'utilisateur.
- Construction à partir de dépôts centraux de code source et/ou de cibles pré-construites.
- Support de la récupération de fichiers source à partir de SCCS, RCS, CVS, BitKeeper et Perforce.
- Support de Microsoft Visual Studio .NET et des anciennes versions de Visual Studio, incluant la génération de fichiers .dsp, .dsw, .sln et .vcproj.
- Détection de changements de contenus de fichier avec des signatures MD5; support optionnel et configurable des estampilles traditionnelles.
- Support des constructions parallèles qui conservent le nombre spécifié de tâches simultanées sans tenir compte de la hiérarchie des répertoires.
- Support intégré à la autoconf pour trouver les fichiers #include, les bibliothèques, les fonctions et les typedefs.
- Vue globale de toutes les dépendances, afin que des passes multiples de constructions ou des ré-ordonnancements de cibles ne soient pas nécessaires.
- Possibilité de partager les fichiers construits dans un cache pour accélérer les constructions multiples - comme ccache mais pour n'importe quel type de fichier cible, pas seulement pour la compilation C/C++.
- Conçu pour des constructions multi-plateformes, et connu pour fonctionner sous Linux, et d'autres systèmes POSIX (parmi lesquelles AIX, systèmes *BSD, HP/UX, IRIX et Solaris), Windows NT, Mac OS X et OS/2.

## Exemple de script SCons
Voici un fichier SConstruct très simple qui compile le fichier source 'main.c' en utilisant le compilateur par défaut :
```
Program
(
'main.c'
)

```

Quand l'utilisateur lance la commande 'scons' dans le même dossier que le fichier 'SConstruct', SCons construit un exécutable 'main' (sous GNU/Linux) ou 'main.exe' (sous Windows).
Cet exemple créé un environnement pour compiler le fichier source 'hello.c' en passant des options au compilateur :
```
env
 
=
 
Environment
()

env
.
Append
(
CPPFLAGS
=
[
'-Wall'
,
'-g'
])

env
.
Program
(
'hello'
,

            
[
'hello.c'
,
 
'main.c'
])

```